# Saint-Bonnet-de-Salendrinque
Saint-Bonnet-de-Salendrinque là một xã ở tỉnh Gard. Xã này có diện tích 3,59 kilômét vuông, dân số năm 1999 là 75 người. Khu vực này có độ cao trung bình 400 mét trên mực nước biển.